# Caesar III
Caesar III és un videojoc desenvolupat per Impressions Games i publicat per Sierra Entertainment. És la tercera part de la saga i part de Sierra's City Building Series. Va sortir a la venda a l'Octubre de 1998.

## Descripció
Caesar III pretén reflectir la vida dels ciutadans de l'antiga Roma, per exemple les classes baixes viuen en cabanes o en tendes mentre que els patricis viuen en viles. La teva ciutat et demanarà blat, fruita i carn de porc a més de vi de cara a les celebracions. Els ciutadans et comenten les seves preocupacions del dia a dia i valoren la teva gestió.
El joc té un motor en dues dimensions que permet canviar-ne l'angle de visió.
Per tal de representar els serveis i béns el joc els representa mitjançant "treballadors" que s'encarreguen de subministrar productes del mercat, assistència mèdica, entreteniment...Per tant, si el treballador passa per aquella casa garantim que la casa tindrà satisfetes les seves necessitats si aquest hi passa regularment.
Una altra anècdota és que el procés de conreu de les terres no el podem veure, només veiem com les carretes s'omplen quan s'ha fet la collita. Quan la matèria s'ha dipositat a un graner o a un magatzem la carreta es buida i llavors es distribueix el producte entre la població o s'exporta.
Al contrari que la majoria de jocs enfocats a l'edat Antiga, les batalles tenen un paper secundari però vital per tal d'assolir els objectius.Malgrat tot el seu sistema de batalles és particular, ja que s'ordena als soldats d'atacar a l'enemic amb una formació escollida. Tot seguit els soldats lliuren la batalla.
Només es poden eliminar els arbres que impedeixin la construcció d'estructures, ja que no està permès editar el terreny.
Segons quins successos: peticions de l'emperador, números rojos, construcció d'un coliseu, missatges de l'emperador Romà…estan representats per elaborats però curts vídeos.

## Mode missió
El mode missió el jugador comença com a ciutadà, a mesura que es van assolint els objectius exigits el rang puja i les missions es tornen més complicades.
| Missions     | Missions           | Missions             |
| Rang assolit | Missió tranquil·la | Missió amb invasions |
| ------------ | ------------------ | -------------------- |
| Ciutadà      | No té nom          | No existeix          |
| Empleat      | Brundisium         | No existeix          |
| Enginyer     | Capua              | Tarentum             |
| Arquitecte   | Tàrraco            | Siracussa            |
| Qüestor      | Miletus            | Mediolanum           |
| Procurador   | Lugdúnum           | Carthago             |
| Edil         | Tarsos             | Tingis               |
| Pretor       | Valentia           | Lutetia              |
| Cònsol       | Caesarea           | Damascus             |
| Procònsol    | Londínium          | Sarmizegethusa       |
| Cèsar        | Massilia           | Lindum               |

Les dues primeres missions (amb les quals s'assoleixen el rang de ciutadà i empleat) introdueixen el jugador al gènere. Un cop assolida la primera, l'emperador romà exigeix una puntuació mínima de població, prosperitat, pau, cultura i favor que augmenten a mesura que el joc avança.
La població és el nombre d'habitants de la ciutat. La teva ciutat rebrà immigrants si hi ha prou habitatge lliure, llocs de treball i seguretat entre d'altres.
La prosperitat és el reflex del nivell de vida que tenen els habitants de la ciutat, depèn de la qualitat de les cases on viuen. Aquesta augmenta a mesura que els serveis i béns subministrats augmenten. És l'indicador amb més dificultat d'assolir.
La cultura, depèn del nombre de teatres, temples, escoles i altres equipaments de lleure i ensenyament. Entre d'altres el jugador pot construir: escoles, teatres, amfiteatres, temples i acadèmies.
La pau indica si es manté segura la ciutat, ja que aquest paràmetre creix si la ciutat no pateix vandalisme o invasions. Cal un bon nivell de pau perquè la ciutat rebi immigració.
El favor indica la simpatia que despertes a l'emperador romà. Aquest paràmetre té en compte la comptabilitat financera, la puntualitat dels tributs exigits per Roma o l'austeritat del sou en funció del càrrec.

## Mode construcció de ciutats
Al mode construcció de ciutats, no hi ha uns objectius establerts. El jugador farà créixer la ciutat tant de temps com vulgui. Es troben ciutats històriques com ara Narbo, Toletum i Corinthus. Els íbers són presents en algunes ciutats en aquest mode de joc.